# Liste der Geotope in Mannheim
Diese sortierbare Liste der Geotope in Mannheim enthält die Geotope des baden-württembergischen Stadtkreises Mannheim, die amtlichen Bezeichnungen für Namen und Nummern sowie deren geographische Lage. Die Geotope sind im Geotop-Kataster Baden-Württemberg dokumentiert und umfassen Aufschlüsse von Gesteinen, Böden, Mineralien und Fossilien sowie besondere Landschaftsteile.

## Liste
Im Stadtkreis sind 2 Geotope (Stand 19. April 2020) offiziell vom Landesamt für Geologie, Rohstoffe und Bergbau (LGRB) ausgewiesen:
| Steckbrief Nr. (PDF) | Name                                       | Geotoptyp          | Gemeinde/Stadt, Gemarkung | Koordinaten                     | Bild | Bemerkungen                                  |
| -------------------- | ------------------------------------------ | ------------------ | ------------------------- | ------------------------------- | ---- | -------------------------------------------- |
| 2515                 | Dünen im Käfertaler Wald                   | Landschaftselement | Mannheim                  | 49° 33′ 10,7″ N, 8° 31′ 4,8″ O  |      | Geologische Einheit: Pleistozäne Binnendünen |
| 2516                 | Dünenlandschaft im Hallenbuckel/Dossenwald | Landschaftselement | Mannheim                  | 49° 26′ 23,4″ N, 8° 33′ 22,8″ O |      | Geologische Einheit: Pleistozäne Binnendünen |